# Peter Ellenshaw
Peter Ellenshaw (* 24. Mai 1913 in London; † 13. Februar 2007 in Santa Barbara, Kalifornien; eigentlich William Samuel Ellenshaw) war ein britischer Maler und Entwurfzeichner für Spielfilme.

## Leben
Peter Ellenshaw kam bei zahlreichen Walt-Disney-Filmen als Art Director zum Einsatz und malte oft die Hintergründe, so genannte Matte Paintings. Seine erste größere Arbeit war der Film Was kommen wird (1936). Seit 1948 arbeitete er für Disney; sein erster Film dort war Die Schatzinsel.
Ellenshaw wurde in seiner Karriere viermal für den Oscar nominiert, den er für den Film Mary Poppins (1964) gewinnen konnte. Er ging 1993 bei seinem Rückzug aus der Walt Disney Company als „Disney-Legende“ in die Geschichte der Firma ein.
Sein Sohn Harrison Ellenshaw (eigentlich Peter Samuel Ellenshaw, * 1945) war ebenfalls als Matte-Painter tätig.

## Filmografie (Auswahl)
- 1938: Gefahr am Doro-Paß (The Drum)
- 1939: Vier Federn (The Four Feathers)
- 1940: Der Dieb von Bagdad (The Thief of Bagdad)
- 1951:  Quo Vadis (Quo Vadis)
- 1954: 20.000 Meilen unter dem Meer (Twenty-Thousand Leagues Under the Sea)
- 1956: Zug der Furchtlosen (Westward Ho the Wagons!)
- 1957: Sein Freund Jello (Old Yeller)
- 1958: Das Herz eines Indianers (The Light in the Forest)
- 1958: Zorro räumt auf (The Sign of Zorro)
- 1958: Sie nannten ihn Komantsche (Tonka; aka A Horse Named Comanche)
- 1959: Das Geheimnis der verwunschenen Höhle (Darby O'Gill and the little People)
- 1959: Der dritte Mann im Berg (Third Man on the Mountain; aka Banner in the Sky)
- 1960: Alle lieben Pollyanna (Pollyanna)
- 1960: Dschungel der 1000 Gefahren (Swiss Family Robinson)
- 1960: Der fliegende Pauker (The Absent-Minded Professor)
- 1964: Mary Poppins
- 1966: Donegal, König der Rebellen (The Fighting Prince of Donegal)
- 1966: Robin Crusoe, der Amazonenhäuptling (Lt. Robin Crusoe, U.S.N.)
- 1967: Der glücklichste Millionär (The Happiest Millionaire)
- 1968: Ein toller Käfer (The Love Bug)
- 1971: Die tollkühne Hexe in ihrem fliegenden Bett (Bedknobs and Broomsticks)
- 1974: Insel am Ende der Welt (The Island at the Top of the World)
- 1979: Das schwarze Loch (The Black Hole)
- 1987: Superman IV – Die Welt am Abgrund
- 1990: Dick Tracy (Dick Tracy)